# Maricica Țăran
Maricica Țăran   (Gherța Mică, 4 de gener de 1962), de casada Iordache, és una remadora romanesa, nacionalitzada alemanya el 1989, ja retirada, que va competir durant les dècades de 1980 i 1990.
Com a romanesa va prendre part en els Jocs Olímpics d'Estiu de 1984 de Los Angeles, on va guanyar la medalla d'or en la prova del quàdruple scull del programa de rem. Formà equip amb Anisoara Sorohan, Ioana Badea, Sofia Corban i Ecaterina Oancia. Al Campionat del món de rem guanyà dues medalles, de bronze el 1985 i de plata el 1986, sempre en el quàdruple scull.
Després d'una regata a Mannheim l'any 1987, va desertar a Alemanya Occidental, país pel qual va competir en scull individual i va guanyar una medalla de bronze als Campionats del Món de 1990.